# Willi Stadel
Willi Stadel   (Constança, 9 de juliol de 1912 - Ravensburg, 23 de març de 1999) va ser un gimnasta artístic alemany que va competir en els anys previs i posteriors a la Segona Guerra Mundial.
El 1936 va prendre part en els Jocs Olímpics de Berlín, on disputà vuit proves del programa de gimnàstica. Guanyà la medalla d'or en la prova del concurs complet per equips, mentre en les proves individuals destaca la sisena posició aconseguida en l'exercici de terra. Durant la seva carrera esportiva guanyà vuit campionats nacionals en diferents modalitats.